# 에이린 (타이완의 가수)
아링(A-Lin, 중국어: 阿玲, 병음: Ā Líng, 1983년 9월 20일 ~ )은 대만의 가수이다. 대만 원주민인 아미족(阿美族) 출신이며, 여러 차례 금곡장을 수상한 바 있다.